# Канайма (парк)
Национален парк „Канайма“ (на испански: Parque Nacional Canaima) се намира в югоизточната част на Венецуела и граничи с Бразилия и Гвиана.
Разположен е върху 30 000 km² площ в щата Боливар. Това е приблизително колкото Белгия. Канайма е превърната в защитен район на 12 юни 1962 година и е вторият по големина национален парк във Венецуела, след Парима-Тапирапеко. През 1994 година е обявена за природен паметник на ЮНЕСКО, заради уникалните планини, които се издигат на територията ѝ. Те са високи, с отвесни стени, завършващи на върха с плато. Наричат ги тепуи. Най-известните тепуита в парка са планината Рорайма, най-висока, но и най-лесна за катерене, Аутана и Ауянтепуи. От Ауянтепуи се стичат водите на най-високия водопад в света — Анхел. Тези планини са изградени от пясъчник и образуването им датира от времето, когато Южна Америка и Африка са били части от един гигантски континент.
Паркът е дом на индианците пемони, които принадлежат къмкарибската лингвистична група. Много вярвания на местното население са свързани с мистичните планини. Според пемоните, труднодостъпните скали са обитавани от духове (тепуи в превод от езика на племето пемон означава „Дом на боговете“). Паркът е рядко населен и труднодостъпен; освен индианските селища, тук има няколко религиозни мисии. Придвижването става по малобройните пътища, но главно чрез самолети, или по реката — с канута. Има и няколко по-луксозни селища, построени специално за хилядите туристи, които посещават областта.